# Islote Skúa
Die Islote Skúa (spanisch) ist eine kleine Insel im Palmer-Archipel westlich der Antarktischen Halbinsel. Sie ist die westlichste der Omikron-Inseln und liegt rund 700 m südlich vor dem südwestlichen Ausläufer der Omegainsel in der Gruppe der Melchior-Inseln.
Chilenische Wissenschaftler benannten sie nach dem Antarktikskua (Stercorarius maccormicki), der hier in größerer Zahl anzutreffen ist.